# ويلهلم باش (عسكري)
ويلهلم باش (بالألمانية: Wilhelm Bach)‏ هو عسكري ألماني، ولد في 5 نوفمبر 1892 في بروخزال في ألمانيا، وتوفي في 22 ديسمبر 1942 في تورونتو في كندا.